# Ruppia didyma
Ruppia didyma là một loài thực vật có hoa trong họ Ruppiaceae. Loài này được Sw. ex Wikstr. miêu tả khoa học đầu tiên năm 1825.